# Pinicola
Pinicola là một chi chim trong họ Fringillidae.